# 105-я авиационная дивизия истребителей-бомбардировщиков
105-я авиацио́нная диви́зия истребителей-бомбардировщиков (105-я адиб) — авиационное соединение ВВС Вооружённых Сил СССР, вошедшее в состав ВВС России после распада СССР.

## История наименований
В истории Военно-воздушных сил СССР, а по преемственности в России, 105-я авиационная дивизия была сформирована, а впоследствии переформировывалась несколько раз:
- 105-я истребительная авиационная дивизия ПВО (1950) (15.07.1950);
- 105-я истребительная авиационная дивизия (1951) (01.10.1951);
- 105-я истребительно-бомбардировочная авиационная дивизия (01.03.1960);
- 105-я авиационная дивизия истребителей-бомбардировщиков (01.10.1976);
- 105-я смешанная авиационная дивизия (10.08.1993).

После реформирования ВВС России дивизия была переформирована в авиационную базу. Одновременно был расформирован 47-й отдельный гвардейский разведывательный Борисовский Померанский дважды Краснознамённый ордена Суворова авиационный полк (ранее (1 мая 1998 года) полку были переданы регалии расформированного 871-го истребительного авиационного Померанского Краснознамённого полка. Сформированная таким образом авиационная база получила наименование:
- 7000-я гвардейская авиационная Борисовская Померанская дважды Краснознамённая ордена Суворова база (2009);
- 105-я гвардейская смешанная авиационная Борисовская Померанская дважды Краснознамённая ордена Суворова дивизия (01.12.2013);
- Войсковая часть (Полевая почта) 57655 (до 10.08.1993).

## Формирование дивизии
105-я истребительная авиационная дивизия в марте 1960 года была передана в состав истребительно-бомбардировочной авиации и получила наименование 105-я истребительно-бомбардировочная авиационная дивизия.

## Переформирование дивизии
- 105-я истребительно-бомбардировочная авиационная дивизия 11 ноября 1976 года дивизия была переименована в соответствии с новыми наименованиями родов авиации и получила наименование 105-я авиационная дивизия истребителей-бомбардировщиков;
- 105-я авиационная дивизия истребителей-бомбардировщиков после вывода из Германии на территорию России в город Воронеж 10 августа 1993 года была переформирована в 105-ю смешанную авиационную дивизию и вошла в состав Московского военного округа вместе с 16-й воздушной армией.

## Командиры дивизии
| Звание                | Имя                                  | Период      | Примечание |
| --------------------- | ------------------------------------ | ----------- | ---------- |
| гвардии полковник     | Бушуев Сергей Власович               | 1951 — 1951 |            |
| гвардии полковник     | Якименко А. Д.                       | 1951 — 1953 |            |
| полковник             | Медведев Д. А.                       |             |            |
| Генерал-майор авиации | Яценко Григорий Тимофеевич           |             |            |
| Генерал-майор авиации | Вишняков Иван Алексеевич             |             |            |
| Генерал-майор авиации | Фукалов Апполинарий Ильич            |             |            |
| полковник             | Клюев А. Н.                          |             |            |
| Генерал-майор авиации | Корсун Виктор Семёнович              |             |            |
| Генерал-майор авиации | Закревский Александр Николаевич      |             |            |
| Генерал-майор авиации | Приходченко Николай Николаевич       | 1972 — 1975 |            |
| Генерал-майор авиации | Каленский Сергей Андреевич           |             |            |
| Полковник             | Чесноченко Константин Константинович |             |            |
| Генерал-майор авиации | Тарасенко Анатолий Фёдорович         |             |            |
| Полковник             | Россохин Виктор Васильевич           |             |            |
| Полковник             | Кушнарёв Николай Аркадьевич          | 1981        |            |
| Генерал-майор авиации | Посредников Н. И.                    |             |            |
| Генерал-майор авиации | Храмцов Алексей Алексеевич           | 1993        |            |

## В составе объединений
| Дата          | Округ                             | Армия (район ПВО)                     | Корпус                                             | Примечание |
| ------------- | --------------------------------- | ------------------------------------- | -------------------------------------------------- | ---------- |
| 01.03.1960 г. | Группа советских войск в Германии | 24-я воздушная армия                  | 61-й гвардейский истребительный авиационный корпус |            |
| 04.04.1968 г. | Группа советских войск в Германии | 16-я воздушная армия                  | 61-й гвардейский истребительный авиационный корпус |            |
| 11.11.1976 г. | Группа советских войск в Германии | 16-я воздушная армия                  | 61-й гвардейский истребительный авиационный корпус |            |
| 01.05.1980 г. | Группа советских войск в Германии | ВВС Группы советских войск в Германии | 71-й истребительный авиационный корпус             |            |
| 01.04.1988 г. | Группа советских войск в Германии | 16-я воздушная армия                  | 71-й истребительный авиационный корпус             |            |
| 30.04.1988 г. | Группа советских войск в Германии | 16-я воздушная армия                  |                                                    |            |
| 01.08.1993 г. | Московский военный округ          | ВВС Московского военного округа       |                                                    |            |
| 10.08.1993 г. | Московский военный округ          | ВВС Московского военного округа       |                                                    |            |

## Части и отдельные подразделения дивизии
За весь период своего существования боевой состав дивизии претерпевал изменения, в различное время в её состав входили полки:
| Период                  | Наименование                                                      | Примечание                                                         |
| ----------------------- | ----------------------------------------------------------------- | ------------------------------------------------------------------ |
| 01.10.1951 — 01.03.1960 | 497-й истребительный авиационный полк                             | переименован в 497-й ибап                                          |
| 01.10.1951 — 01.03.1960 | 559-й истребительный авиационный полк                             | переименован в 559-й ибап                                          |
| 01.03.1960 — 01.03.1960 | 116-й гвардейский истребительный авиационный полк                 | передан из 126-й иад на замену 296-го иап                          |
| 01.03.1960 — 11.11.1976 | 116-й гвардейский истребительно-бомбардировочный авиационный полк | переименован из 116-го гв. иап                                     |
| 01.03.1960 — 11.11.1976 | 497-й истребительно-бомбардировочный авиационный полк             | переименован в 497-й апиб                                          |
| 01.03.1960 — 11.11.1976 | 559-й истребительно-бомбардировочный авиационный полк             | переименован в 559-й апиб                                          |
| 11.11.1976 — 01.06.1982 | 116-й гвардейский авиационный полк истребителей-бомбардировщиков  | переименован в 116-й гв. бап                                       |
| 11.11.1976 — 01.01.1985 | 497-й авиационный полк истребителей-бомбардировщиков              | переименован в 497-й бап                                           |
| 11.11.1976 — 01.08.1993 | 559-й авиационный полк истребителей-бомбардировщиков              | переименован в 559-й бап                                           |
| 01.06.1982 — 01.07.1989 | 116-й гвардейский бомбардировочный авиационный полк               | убыл в 1-ю гв. бад, заменён на 911-й апиб                          |
| 01.01.1985 — 01.07.1989 | 497-й бомбардировочный авиационный полк                           | убыл в 1-ю гв. бад, заменён на 296-й апиб                          |
| 01.06.1982 — 06.07.1992 | 911-й авиационный полк истребителей-бомбардировщиков              | выведен в 26-ю ВА на аэродром Лида, заменён 31-м гв. иап           |
| 01.06.1982 — 10.08.1993 | 296-й авиационный полк истребителей-бомбардировщиков              | перешёл в состав 105-й сад                                         |
| 01.08.1993 — 10.08.1993 | 559-й бомбардировочный авиационный полк                           | перешла в состав 105-й сад                                         |
| 01.08.1992 — 15.06.1993 | 31-й гвардейский истребительный авиационный полк                  | заменил 911-й апиб, выведен в Зерноград, передан в 51-й корпус ПВО |

## Базирование
| Период                  | Аэродром               | Вид аэродрома |
| ----------------------- | ---------------------- | ------------- |
| 01.10.1951 — 10.08.1993 | Гроссенхайн (Германия) |               |
| 10.08.1993 — 10.08.1993 | Воронеж                |               |